# Henry Newton
Henry Newton (ur. 1651, zm. 1715) – brytyjski dyplomata. W 1715 nobilitowany.
W latach 1704–1709 był posłem brytyjskim w Wielkim Księstwie Toskanii (stolica: Florencja), dodatkowo w latach 1706–1707 także w Republice Genueńskiej.
W 1709 roku florencki artysta Massimiliano Soldani-Benzi (1658–1740) wybił medal na jego cześć.